# Gongri (socken i Kina, lat 27,91, long 91,79)
Gongri (kinesiska: 贡日, 贡日门巴民族乡) är en socken i Kina. Den ligger i den autonoma regionen Tibet, i den sydvästra delen av landet, omkring 200 kilometer söder om regionhuvudstaden Lhasa. Antalet invånare är 190. Befolkningen består av 98 kvinnor och 92 män. Barn under 15 år utgör 18,0 %, vuxna 15-64 år 72 %, och äldre över 65 år 8,0 %.